# Lenka e il puledro selvaggio
Lenka e il puledro selvaggio (Trápení) è un film del 1961, diretto da Karel Kachyňa.

## Trama
Prim, un cavallo non del tutto domato, provoca svariati inconvenienti al suo padrone, Brťák, che del resto lo tratta con particolare crudeltà. Il recinto del cavallo è adiacente alla fattoria dove abita la dodicenne Lenka insieme ai genitori. La ragazzina sviluppa un affetto particolare per Prim, gli porta di nascosto cibo e acqua, e lo striglia.
Un giorno il cavallo ferisce Brťák, che decide quindi di sopprimerlo l'indomani. Nel frattempo il comportamento altrettanto indocile di Lenka suscita apprensione presso i genitori, che fanno arrivare da Praga la zia Marta, che dovrà condurre con sé la ragazza in città nel tentativo di renderla più mansueta.
Quella notte stessa Lenka esce di nascosto dalla propria camera e va a liberare Prim, a cavallo del quale si allontana nella campagna circostante. I genitori e Brťák si accorgono della sparizione dei due, e iniziano le loro ricerche che si protraggono per l'intera notte. È solo sul fare dell'alba che il cavallo e la ragazza vengono trovati nella cava dove lavora il padre di Lenka.
Giunge il mattino, e la zia Marta riparte in treno da sola verso la città.

## Produzione
Il film fa parte della cosiddetta "trilogia della pubertà" di Kachyňa, insieme a Závrať (1963) e Vysoká zeď (1964).
Le riprese esterne sono state girate a Dolní Nerestce, nella Boemia meridionale, gli interni al Barrandov Studio di Praga.